# Wilhelm Frank (Energiewirtschaftler)
Wilhelm Frank (* 19. Mai 1916 in Budapest; † 14. Mai 1999 in Salzburg) war ein österreichischer Ingenieur, Hochschullehrer und Spitzenbeamter.

## Leben
Der Sohn eines Chemieingenieurs besuchte in Wien-Döbling die fünfklassige Volksschule (Managettagasse 1) und die achtjährige Beethovenrealschule (Krottenbachstraße 11). Nach der Matura im Sommer 1935 wählte auch Frank, wie sein Vater, den Ingenieursberuf und inskribierte an der Fakultät für Maschinenwesen an der Technischen Hochschule Wien. Seit 1931 im Bund sozialistischer Mittelschüler organisiert, schloss sich Wilhelm Frank nach den Februarkämpfen des Jahres 1934 dem Kommunistischen Jugendverband (KJV) an. Seit 1936 leitete er Agitationsaufgaben des KJV im 19. Bezirk.
Am 11. September 1937 wurde Wilhelm Frank wegen seiner Betätigung als Kommunist verhaftet und blieb, verurteilt zu vier Monaten Kerker bis zur Amnestie im Februar 1938 inhaftiert. Nach seiner Entlassung gelang Wilhelm Frank am 7. Juli 1938 die Ablegung der Ersten Staatsprüfung. Aus "rassischen" Gründen vom Weiterstudium ausgeschlossen floh er am 1. August 1938 in die Schweiz und konnte sein Studium an der Eidgenössischen Technischen Hochschule in Zürich fortsetzen (ETH-Diplom als Maschineningenieur am 30. Dezember 1940).
In der Folge wurde Frank zum Arbeitsdienst eingezogen und war im Aargau, Tessin und im Berner Jura bei Straßenbauten, Meliorationen und Rodungen bis zum Spätherbst 1944 beschäftigt. 1942 wurde gegen ihn allerdings ein Gerichtsverfahren wegen verbotener kommunistischer Propagandatätigkeit eröffnet, 1944 war er von der Ausweisung nach Deutschland bedroht. Im November 1944 erhielt Frank ein Stipendium zur Fortführung seiner Ausbildung an der ETH Zürich. Zu Anfang des Jahres 1945 gründete er den „Österreichischen Technikerverband in der Schweiz“.
Im Oktober 1945 kehrte Wilhelm Frank nach Österreich zurück. Er wurde zunächst Betriebsingenieur in der einzigen wenigstens zur Hälfte österreichisch gebliebenen Erdölfirma, der Erdölproduktionsgesellschaft in Zistersdorf. Von dort holte ihn Anfang Februar 1946 der bis 20. November 1947 amtierende kommunistische Bundesminister für Energiewirtschaft und Elektrifizierung im Kabinett Leopold Figl, Karl Altmann als Leiter der Abteilung für Planung und Studien in sein Ministerium. Als Geschäftsführer der Projektkommission für das Kraftwerk Ybbs-Persenbeug und als stellvertretender Geschäftsführer im Baukomitee für das Speicherkraftwerk Kaprun widmete sich Frank den beiden größten energiepolitischen Projekten der unmittelbaren Nachkriegszeit. Auch setzte er sich mit Erfolg dafür ein, die isoliert liegenden Illwerke durch eine Leitung über den Arlberg an das österreichische Verbundnetz anzuschließen. Nach der Auflösung des Energieministeriums im Dezember 1949 war Frank in der energiewirtschaftlichen Abteilung des Bundesministeriums für Handel und Wiederaufbau tätig. Nebenbei schloss er sein Technikstudium in Wien 1952 mit dem Doktorat ab.
Vom Mai 1966 bis September 1970 war Wilhelm Frank im Bundesministerium für Bauten und Technik tätig, befasste sich dort vor allem mit Fragen des technischen Versuchswesens und der internationalen Kooperation. Vom Mai 1973 bis Dezember 1973 war er Leiter der Abteilung für Koordinierung der Energiewirtschaft im Bundesministerium für Handel, Gewerbe und Industrie, vom Jänner 1974 bis Dezember 1976 dort als Sektionschef Leiter der Sektion Energie und vom Jänner 1977 bis April 1980 im selben Bundesministerium Leiter der um die Bereiche Grundstoffe-Oberste Bergbehörde erweiterten Energiesektion. Er war damals praktisch der letzte verbleibende kommunistische Spitzenbeamte in Österreich, wenngleich er als "Dissident" im Umfeld des Kreises um das Wiener Tagebuch bereits im Jänner 1969 aus der KPÖ ausgetreten war.
Frank vertrat unter anderem offensiv die friedliche Nutzung der Kernenergie und im Speziellen das Atomkraftwerk Zwentendorf. Mit Mai 1980 trat Wilhelm Frank als Beamter in den Ruhestand. Er blieb vor allem wissenschaftlich tätig und übernahm ehrenamtlich noch die Leitung des „Vereins zur Förderung von Kleinkraftwerken“.
Seit den siebziger Jahren nahm Wilhelm Frank verschiedene Lehraufträge über mathematische Theorie der Optimierung und Probleme der Energieversorgung wahr, an der Universität Wien, an der Technischen Universität Wien, an der Universität Innsbruck und an der Universität Salzburg. An letzterer wurde Frank am 7. Mai 1980 zum Honorarprofessor für angewandte Mathematik ernannt. Frank ist in Salzburg auf dem Weg zu seiner Vorlesung plötzlich verstorben.

## Auszeichnungen
- 1981: Großes Silbernes Ehrenzeichen mit dem Stern für Verdienste um die Republik Österreich[1]